# Iregua
L’Iregua est une rivière espagnole, affluente de l'Èbre.

## Géographie
La longueur de son cours d'eau est de 64 km, et son bassin versant de 690 km2.